# Liste der Baudenkmale auf Inch Clutha
Die Liste der Baudenkmale auf Inch Clutha umfasst alle vom New Zealand Historic Places Trust (NZHPT) als „Historic Place“ oder „Historic Area“ eingestuften Baudenkmale und Flächendenkmale der neuseeländischen Ortschaft Inch Clutha. Die Angaben stammen aus dem Register des NZHPT. Die Bezeichnungen der Baudenkmale orientieren sich an diesem Register. In die Liste werden auch bekannte Wahi Tapu (Area), kulturell und religiös bedeutsame Stätten und Gebiete der Māori, aufgenommen. Sie werden jedoch meist nicht publiziert.

| Bild | Bezeichnung                       | Ort         | Anschrift                                     | Beschreibung                                                 | Bauzeit | Eintrag        | Nummer | Kat. |
| ---- | --------------------------------- | ----------- | --------------------------------------------- | ------------------------------------------------------------ | ------- | -------------- | ------ | ---- |
| BW   | Balmoral Homestead                | Inch Clutha | 147 Chicory Road Karte                        | Wohnhaus                                                     | 1863    | 19. April 1990 | 5201   | 2    |
| BW   | Gilroy Homestead                  | Inch Clutha | 66 Riverbank Road Karte                       | Wohnhaus einer Farm, siehe auch Einträge 5235, 5204          | 1910    | 19. April 1990 | 5203   | 2    |
| BW   | Gilroy Homestead Cowshed          | Inch Clutha | 66 Riverbank Road Karte                       | Melkschuppen einer Farm, siehe auch Einträge 5203, 5204      | n.a.    | 19. April 1990 | 5235   | 2    |
| BW   | Gilroy Homestead Stables and Loft | Inch Clutha | 66 Riverbank Road Karte                       | Ställe und Taubenschlag (?), siehe auch Einträge 5235, 5203  | n.a.    | 19. April 1990 | 5204   | 2    |
| BW   | Gregg and Co. Chicory Kiln        | Inch Clutha | Chicory Road Karte (ungenau)                  | Produktionsanlage / Ofen zur Herstellung von Zichorienkaffee | 1881    | 19. April 1990 | 3359   | 2    |
| BW   | Inch Clutha School House          | Inch Clutha | Ecke 186 Riverbank Road und Lawson Road Karte | ehemaliges Schulhaus                                         | 1859    | 19. April 1990 | 5202   | 2    |
| BW   | Inveresk Barn and Mens' Quarters  | Inch Clutha | 499 Kaitangata Highway Karte                  | Scheune, siehe auch Eintrag 5205                             | 1909    | 19. April 1990 | 5206   | 2    |
| BW   | Inveresk Homestead                | Inch Clutha | 499 Kaitangata Highway Karte                  | Wohnhaus einer Farm, siehe auch Eintrag 5206                 | 1909    | 19. April 1990 | 5205   | 2    |